# Lampona danggali
Espèce
Lampona danggali est une espèce d'araignées aranéomorphes de la famille des Lamponidae.

## Distribution
Cette espèce est endémique d'Australie. Elle se rencontre dans le Territoire du Nord, en Australie-Méridionale, dans le Nord-Ouest du Victoria, dans l'Ouest de la Nouvelle-Galles du Sud et au Queensland.

## Description
La femelle holotype mesure 7,6 mm et le mâle paratype 5,6 mm.

## Étymologie
Son nom d'espèce lui a été donné en référence au lieu de sa découverte, le parc de conservation Danggali.

## Publication originale
- Platnick, 2000 : A relimitation and revision of the Australasian ground spider family Lamponidae (Araneae: Gnaphosoidea). Bulletin of the American Museum of Natural History, no 245, p. 1-330 (texte intégral).